# جوديث تار
جوديث تار (بالإنجليزية: Judith Tarr)‏ (1955، أوغوستا في الولايات المتحدة)؛ كاتِبة وروائية أمريكية.